# Byrsted
Byrsted er en landsby, der ligger i Veggerby Sogn midt i Himmerland omkring 23 km sydvest for Aalborg. Byen består af en blanding af huse og gårde; ca. 50 i alt.
56°54′38″N 9°40′59″Ø / 56.9105°N 9.6831°Ø
|  | Denne artikel om lokaliteten Byrsted kan blive bedre, hvis der indsættes et (bedre) billede. Du kan hjælpe ved at afsøge Wikimedia Commons for et passende billede eller lægge et op på Wikimedia Commons med en af de tilladte licenser og indsætte det i artiklen. |